# ナイトアームズ
『ナイトアームズ』は、1989年にアルシスソフトウェアがX68000用に開発・発売した、2D/3D複合シューティングゲームである。

## 概要
ロボット兵器「ナイトアームズ」を8方向レバー+2ボタンあるいはサイバースティックで操縦する。1ステージは基本的に3Dステージ・2Dステージ・ボスキャラクターで構成される。全5ステージ。敵や敵弾との接触により自機のシールドゲージを全て失うとゲームオーバーとなる。
一般的な3Dゲームでは大小数多くのキャラクタを用意しておき、自機との相対距離に応じその都度大きさの違うキャラクタを高速で表示するが、本ゲームではX68000がハードウェアとして持っていないスプライトの拡大縮小処理をソフトウェア上で擬似的に行い、表示している。

## ステージ構成
3Dステージと2Dステージの2種類により構成される。

### 3Dステージ
基本的に画面奥に向けて進行する3Dシューティングステージである。単純に宇宙空間を飛行するだけではなく、障害物をかわしつつ進んで行くステージもある。
特徴として、ボタン操作により自機が自由に後方／前方を向く事ができる。これを利用し、後方に飛び去った敵機や、追撃してくる敵機に対向し攻撃する事が可能となる。
ステージ終端に到達すると、2Dステージに移動する。

### 2Dステージ
全方向にスクロールする2Dシューティングステージである。
敵キャラクターは平面方向のみではなく、自機より手前あるいは奥にも移動する（画面奥や手前に配置された砲台などもある）。これに対し自機もボタン操作により画面手前や奥を向き、攻撃する事が可能である。
迷路のようになっているステージ内を敵機と交戦しつつ侵攻し、最奥部に配置されたボスキャラクターを破壊するとステージクリアとなる。

## アイテム類
2D、3Dいずれのステージにも出現する。取得する事により、以下の効能が得られる。
W（ワイドショット）
自機ショットを扇状に撃つ事ができる。
H（ホーミングショット）
自機近辺の敵を自動的に狙う誘導弾を撃つ事ができる。
B（パワーボム）
着弾すると広範囲に敵を巻き込んで破壊する炸裂弾。
P（プロテクター）
一定時間あらゆる攻撃に対し無敵状態となる。
R（リペア）
シールドが回復する。

## SNDユニット
自機の両肩（KSNDのみ自機周囲を旋回）上を浮遊し、ショットボタンに連動して敵機を自動的に攻撃してくれる支援ユニット。ゲーム中、アイテムを取得する事で装着される。
なおSND-RとSND-Lは、ゲーム終盤で敵（マニュアルに記載されたストーリーにおいて、敵側に奪取されたとされる自機の同型機。ゲーム後半に登場する）に奪取されてしまう。
SR（SND-R：シンディ）
自機の右肩上を浮遊し、右90度方向の範囲を自動的にカバーする。Side Neck Defence unit - Rightの略。
SL（SND-L：サンドラ）
自機の左肩上を浮遊し、左90度方向の範囲を自動的にカバーする。Side Neck Defence unit - Leftの略。
K（KSND：カサンドラ）
自機周囲を公転し、全方位をカバーする。上記ユニットの強化版。ゲーム終盤で味方艦隊より供給される。Killer Side Neck Defence unitの略。

## 備考
- 山中季哉によるBGMは、1990年にデータム・ポリスターより発売されたサントラCD『アルシス・ベストセレクション』に数曲のみ収録されたが、現在は廃盤である。現在はEGG MUSICにてダウンロード配信により販売されており、視聴する事が出来る。

- 非公式ながら、本ゲームはX68000XVIなどの高速クロックモード上でも、BGMの同期に支障をきたさず動作が可能であり、有志により作成されたパッチによりX68030でも動作するようになった。グラフィックの書き換えは非常に滑らかになるが、敵や敵弾の速度は本来の10MHzモードでの動作時に起こる遅延を前提に調整されているため、全く遊べないというレベルではないとはいえ、難易度は著しく向上する。